# المرسوم الملكي للنعم لعام 1815
المرسوم الملكي للنعم لعام 1815 (بالإسبانية: Real Cédula de Gracias) هو نظام قانوني وافق عليه التاج الإسباني في أوائل القرن التاسع عشر لتشجيع الإسبان، ولاحقًا الأوروبيين من أصل غير إسباني، على الاستقرار في مستعمرة بورتوريكو.

## المرسوم الملكي
في 10 أغسطس 1815، وافق فيرناندو السابع ملك إسبانيا على مرسوم النعم الملكي الإسباني، الذي منح بورتوريكو الحق في إقامة علاقات تجارية مع البلدان التي كانت في وضع جيد مع إسبانيا. كما منح أراضٍ مجانية للمستوطنين، فضلاً عن حوافز لاستثمار الأموال وتوفير التكنولوجيا للتنمية الزراعية لأي إسباني يرغب في الانتقال والاستقرار في تلك الأراضي.
كانت بورتوريكو غير متطورة إلى حد كبير حتى عام 1830، عندما بدأ المهاجرون من مقاطعات كاتالونيا وميورقة وجزر الكناري الإسبانية في الوصول. طوروا تدريجياً مزارع قصب السكر والبن والتبغ، بناءً على استخدام عمالة العبيد الأفارقة. وافقت إسبانيا على مرسوم النعم الصادر في 8 سبتمبر 1777 فيما يتعلق بفنزويلا، ومرسوم النعم لعام 1789، الذي منح رعاياها الحق في شراء العبيد والمشاركة في الأعمال المزدهرة لتجارة الرقيق في منطقة البحر الكاريبي.

## الوضع في المستعمرات الاسبانية
في بداية القرن التاسع عشر، قاتلت المستعمرات الإسبانية في نصف الكرة الغربي من أجل استقلالها. في أمريكا الجنوبية، قاد سيمون بوليفار وخوسيه دي سان مارتين المستعمرين إلى النصر على الحكم الإسباني. في المكسيك، قاد خوسيه ماريا موريلوس الحركة.
بحلول عام 1825، فقدت الإمبراطورية الإسبانية السيطرة على جميع أراضيها في الأمريكتين باستثناء بورتوريكو وكوبا. كانتا تطالبان أيضًا بمزيد من الحكم الذاتي، وكانت الحركات المؤيدة للاستقلال تستجمع قوتها. في محاولة لمنع فقدان هذه المستعمرات، أعاد التاج الإسباني إحياء المرسوم الملكي للنعم لعام 1815. تمت طباعة المرسوم باللغتين الإنجليزية والفرنسية، وكذلك الإسبانية، ووزعت نسخًا في جميع أنحاء أوروبا لجذب المستوطنين غير الإسبان. عرض التاج أرضًا مجانية بشرط أن يقسم المستوطنون الجدد على ولائهم للتاج الإسباني والولاء للكنيسة الكاثوليكية الرومانية. كان الإسبان يأملون في استبدال حركة الاستقلال بالمستوطنين الجدد. 

## الوضع في أوروبا
خلال الجزء الأخير من القرن الثامن عشر وبداية القرن التاسع عشر، حدثت تغيرات اقتصادية وسياسية كبيرة في أوروبا. هاجر الآلاف من عمال المزارع إلى المدن بحثًا عن وظائف صناعية وفرص أفضل. عانى أولئك الذين بقوا في المزارع من فشل المحاصيل على نطاق واسع، بسبب فترات طويلة من الجفاف والأمراض مثل فطر البطاطس الذي ساهم في المجاعة الكبرى في أربعينيات القرن التاسع عشر. تفشى وباء الكوليرا وانتشرت المجاعة في أوروبا. تبع الاضطراب الاجتماعي والاقتصادي أيضًا الثورات الأوروبية عام 1848، والتي اندلعت في صقلية والولايات الألمانية. ساهمت الثورة الفرنسية عام 1848 في اندلاع الحرب الفرنسية البروسية عام 1870 والمزيد من التغييرات.
أدت هذه الظروف إلى هجرة أوروبية ضخمة إلى الأمريكتين. انتقل المئات من الكورسيكيين والإيطاليين والفرنسيين والبرتغاليين والأيرلنديين والاسكتلنديين والألمان، الذين اجتذبتهم عروض الأراضي المجانية من قبل التاج الإسباني، إلى مستعمرة بورتوريكو وقبلوا الشروط. وبمجرد أن أقسم هؤلاء المستوطنون على ولائهم للتاج الإسباني وولائهم للكنيسة الرومانية الكاثوليكية، حصلوا على «خطاب موطن». بعد خمس سنوات، تم منح المستوطنين «خطاب تجنيس» جعلهم رعايا إسبان. في عام 1870، لجذب الأوروبيين غير الكاثوليك، أقر مجلس قادس الإسباني قانونًا يمنح الحق في الحرية الدينية في الجزر.

## ما بعد القرار
سرعان ما تبنى المستوطنون الجدد لغة وعادات أوطانهم الجديدة، وتزاوج الكثير منهم مع السكان المحليين. توقف المرسوم الملكي عن العمل في عام 1898، عندما فقدت إسبانيا أخيرًا ممتلكاتها الأخيرة في العالم الجديد للولايات المتحدة بموجب معاهدة باريس التي أنهت الحرب الإسبانية الأمريكية. 
يتم الاحتفاظ بالمرسوم الملكي الإسباني الأصلي في المحفوظات العامة لبورتوريكو في معهد الثقافة البورتوريكية في سان خوان. 

## روابط خارجية
- Real Cédula de 1789 "para el comercio de Negros"
- Archivo General de Puerto Rico: Documentos
- Real Cédula del 8 de setiembre de 1777